# Alvania clarae
Alvania clarae is een slakkensoort uit de familie van de Rissoidae. De wetenschappelijke naam van de soort is voor het eerst geldig gepubliceerd in 1991 door Nofroni & Pizzini.